# 段尚
段尚（越南语：／，1181年—1228年），越南李朝军事人物。
段尚为太学生段文钦的后裔。出生在今日海阳省的嘉禄县境内。他在洪州（一作烘州，即今海阳省、海防市一带）拥兵自立，颇具实力。
1207年（治平龙应三年），段尚、段主在洪州造反。李高宗得知后，派谭以蒙、范秉彛等人率兵前去讨伐。段尚不敌，向李朝的另一位将领范猷行贿，请求投降。范猷力劝李高宗赦免了段尚。1208年（治平龙应四年），后来范猷在乂安造反，段尚、段主曾率部支援他。
段尚与彰诚侯陈嗣庆不睦，两人治兵相攻。1211年（建嘉元年），段尚和段文雷向李惠宗告发陈嗣庆要发兵京城、阴谋废立之事。李惠宗怒，下诏天下诸道讨伐嗣庆。段尚和段文雷率兵前来会师，李惠宗封段尚为烘侯。段尚与陈嗣庆多次战斗，但被其打败。此后，陈嗣庆一族把持了李朝的大权。
1217年（建嘉七年），段尚向朝廷投降，被封为王。
段尚后来被陈朝、后黎朝、阮朝的皇帝封为东海大王。